# Taurhynchus salti
Taurhynchus salti là một loài ruồi trong họ Asilidae. Taurhynchus salti được Curran miêu tả năm 1934. Loài này phân bố ở vùng Tân nhiệt đới.